# Daniel Georg Ekendahl
Daniel Georg Ekendahl, född 12 april 1780 på Engaholm i Aringsås socken, Kronobergs län, död 4 september 1857 i Eisenach, Thüringen, var en svensk-tysk författare.
Sedan Ekendahl genomgått Växjö gymnasium, studerade han i Uppsala, Greifswald och Lund, i avsikt att ingå på den diplomatiska banan. De politiska förhållandena omintetgjorde denna plan, och han lät därför i stället inskriva sig såsom fänrik i Upplands vargering, en slags reserv, som snart uppgick i regementet. Som sådan hade han deltagit i Finska kriget och senare inskrev han sig vid den tysk-engelska legionen (engelsk-hannoveranska legionen), med vilken han deltog i åtskilliga av striderna mot Napoleon I 1813-1815, här blev han kapten 1815 och lämnade tjänsten 1816. Därefter blev han lärare i historia vid gymnasiet i Frankfurt am Main och flyttade 1825 till Weimar. Ekendahl var en flitig författare. En stor mängd artiklar av honom förekommer i "Geographisch-statistische ephemeriden", i "Revue encyclopédique", i "Minerva" och i "Blätter für literarische unterhaltung" ävensom i Brockhaus konversationslexikon. Hans arbeten, bland vilka må nämnas Die höchsten idén über kunst (1831), är huvudsakligen av historiskt och statsrättsligt innehåll samt behandla till största delen svenska och tyska förhållanden. Ekendahl översatte även flera arbeten från svenska till tyska och från tyska till svenska (till exempel 1:a delen av Johann Wolfgang von Goethes Valfrändskap, 1813). Stundom utgav han översättningar såsom sina egna originalverk, till exempel då han i sitt namn på tyska publicerade Erik Gustaf Geijers Svea Rikes häfder.